# Biantheridion undulifolium
Biantheridion es un género monotípico de musgos hepáticas perteneciente a la familia Anastrophyllaceae. Su única especie es: Biantheridion undulifolium. Se distribuye por los Pirineos

## Taxonomía
Biantheridion undulifolium fue descrita por (Nees) Konstant. & Vilnet	 y publicado en Arctoa, a Journal of Bryology 18: 67. 2009[2010].
Sinonimia
- Jungermannia schraderi var. undulifolia Nees